# بيت محمد على ناجي (العدين)

تعديل مصدري - تعديل

بيت محمد على ناجي محلة تابعة لقرية الاشعاب، التابعة لعزلة بني عوض بمديرية العدين إحدى مديريات محافظة إب في الجمهورية اليمنية، بلغ تعداد سكانها 25 حسب تعداد اليمن لعام 2004.